# Parlamentswahl in Norwegen 2009
- SV: 11
- DnA: 64
- Sp: 11
- V: 2
- KrF: 10
- H: 30
- FrP: 41

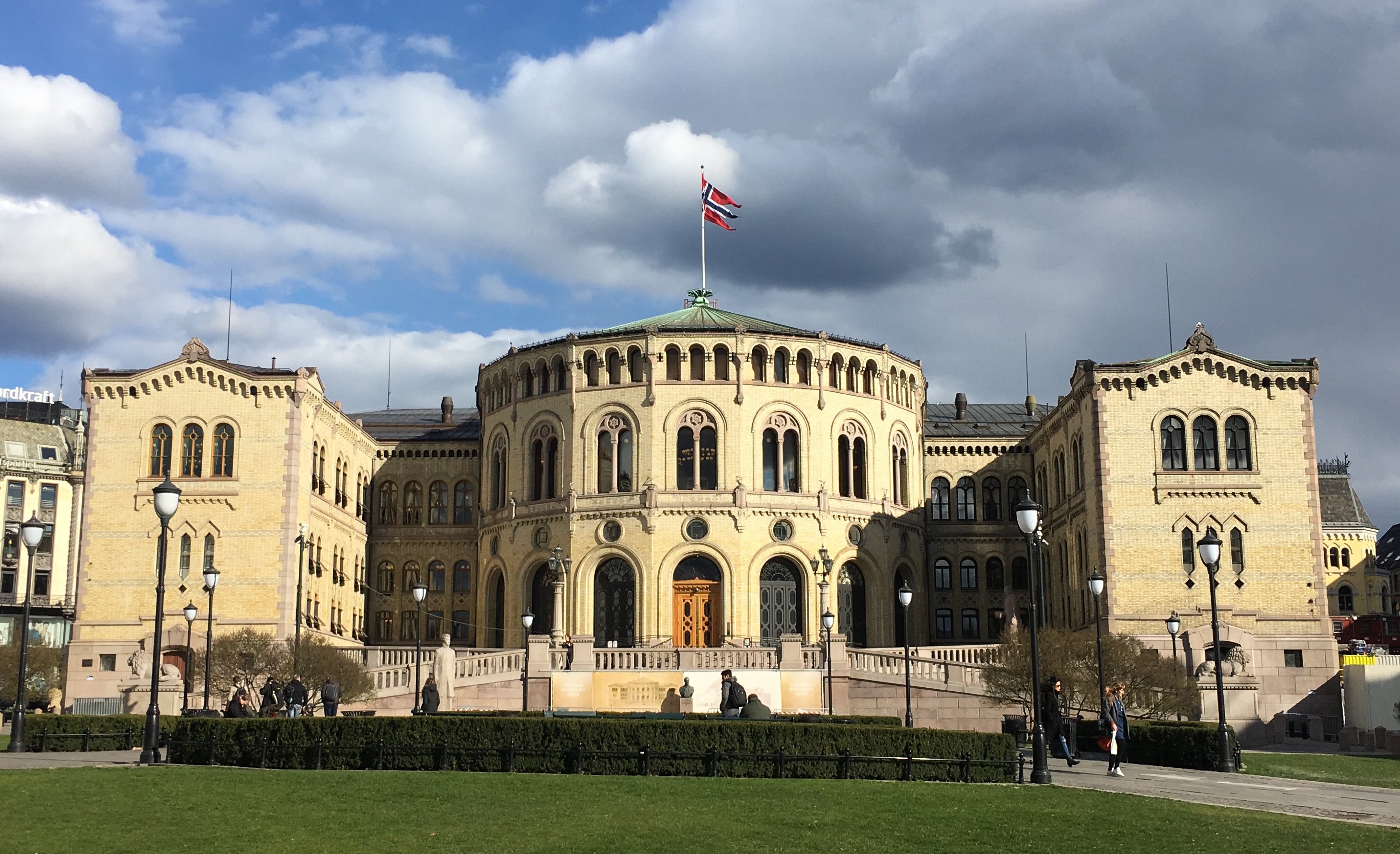
Storting in Oslo

Die Parlamentswahl in Norwegen 2009 fand am 14. September 2009 statt. Es war die Wahl zum 154. Storting und die 60. Wahl dieses Schlages.

## Termine, Legislaturperiode, Wahlsystem
Der Wahltermin folgte der norwegischen Tradition, der zufolge Reichswahlen an einem Montag im September stattfinden, vorzugsweise am zweiten oder dritten Montag des Monats. Den einzelnen Kommunen des Landes ist es bei Stortingswahlen gestattet, die Wahllokale auch schon am Vortag (Sonntag) des eigentlichen Wahltermins zu öffnen. 2009 machten von dieser Möglichkeit 205 der 430 Kommunen Gebrauch. Wahlrecht hatten 3.530.785 Bürger, nämlich alle Norweger, die am Ende des Wahljahres 18 Jahre oder älter waren. Ab dem 10. August 2009 durften Bürger in Norwegen, die am Wahltag verhindert waren, vorab wählen; norwegische Staatsbürger im Ausland, auf Svalbard und Jan Mayen hatten bereits ab dem 1. Juli 2009 Gelegenheit zur Stimmabgabe.
Gewählt wurden für eine Legislaturperiode von vier Jahren 169 Abgeordnete des Stortings, des nationalen norwegischen Parlaments. Bis zum 31. März 2009 hatten sich 3 688 Kandidaten aus 24 verschiedenen Parteien für die Wahl nominieren lassen. 42 Prozent der Kandidaten waren Frauen.
Das norwegische Wahlsystem beruht auf dem Prinzip der Verhältniswahl. 150 Parlamentarier werden direkt von den Wählern bestimmt, während im Zuge eines landesweiten Verhältnisausgleichs jede der 19 Provinzen (Fylker) einen zusätzlichen Repräsentanten entsendet. Eine explizite Sperrklausel für die Direktmandate gibt es nicht, doch können nur Parteien mit einem Stimmanteil von mindestens 4 Prozent von der Regelung der Ausgleichsmandate profitieren. Zur Anwendung gelangt eine sogenannte „modifizierte“ Fassung des Sainte-Laguë-Sitzzuteilungsverfahrens.
Parallel zur Parlamentswahl fand traditionsgemäß die Wahl zum norwegischen Sameting statt.

## Ausgangslage

### Wahl 2005
Seit 1961 erlangte keine einzelne Partei mehr die absolute Mehrheit der Mandate im Storting. Koalitions- und Minderheitsregierungen haben sich seitdem in Norwegen abgewechselt. Bei der Parlamentswahl von 2005 gewann die stärkste Partei, die Arbeiderpartiet (Sozialdemokraten), 61 der 169 Sitze. Sie koalierte mit der Sosialistisk Venstreparti (Sozialistische Linkspartei) und der Senterpartiet (Zentrumspartei) und stellte mit Jens Stoltenberg den Ministerpräsidenten. Das Bündnis verfügte insgesamt über 87 Sitze im Parlament, dem 82 Sitze der Opposition aus rechtspopulistischer Fremskrittspartiet, konservativer Høyre, Kristelig Folkeparti (Christliche Volkspartei) und liberaler Venstre gegenüberstanden. Die bürgerliche Regierung von Kjell Magne Bondevik, Ministerpräsident Norwegens von 2001 bis 2005, war damit abgelöst.

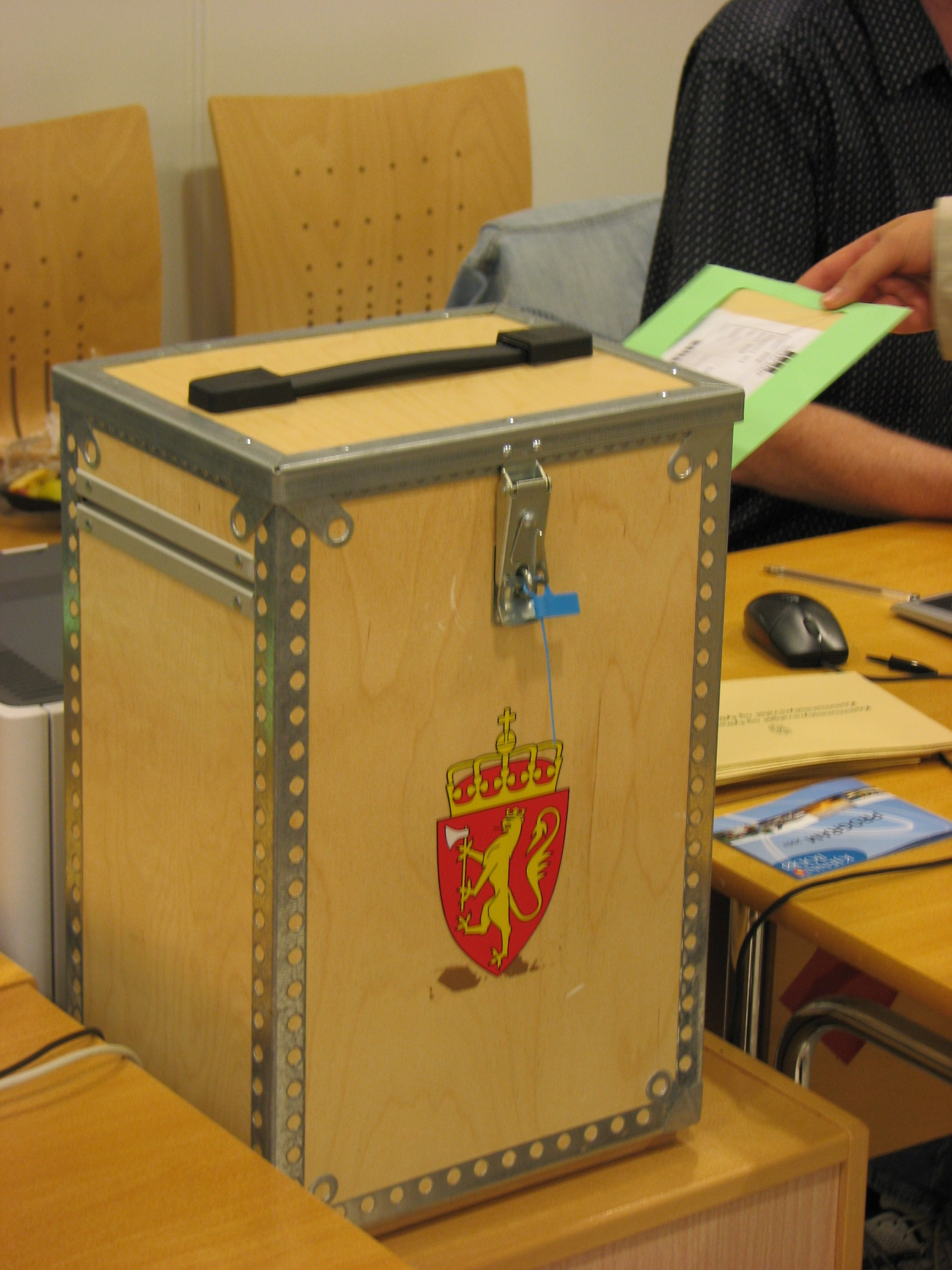
Norwegische Wahlurne

| Partei          | Partei                         | Stimmen   | Stimmen | Sitze |
| Partei          | Partei                         | Anzahl    | %       | Sitze |
| --------------- | ------------------------------ | --------- | ------- | ----- |
|                 | Arbeiderpartiet (DnA)          | 862.456   | 32,7    | 61    |
|                 | Fremskrittspartiet (FrP)       | 581.896   | 22,0    | 38    |
|                 | Høyre (H)                      | 371.948   | 14,1    | 23    |
|                 | Sosialistisk Venstreparti (SV) | 232.971   | 8,8     | 15    |
|                 | Kristelig Folkeparti (KrF)     | 178.885   | 6,8     | 11    |
|                 | Senterpartiet (Sp)             | 171.063   | 6,5     | 11    |
|                 | Venstre (V)                    | 156.113   | 5,9     | 10    |
|                 | Sonstige                       | 82.931    | 3,2     | —     |
| Gesamt          | Gesamt                         | 2.638.263 | 100,0   | 169   |
| Wahlbeteiligung | Wahlbeteiligung                | 2.649.520 | 77,4    |       |
| Wahlberechtigte | Wahlberechtigte                | 3.421.741 | 100,0   |       |

### Aussagen vor der Wahl

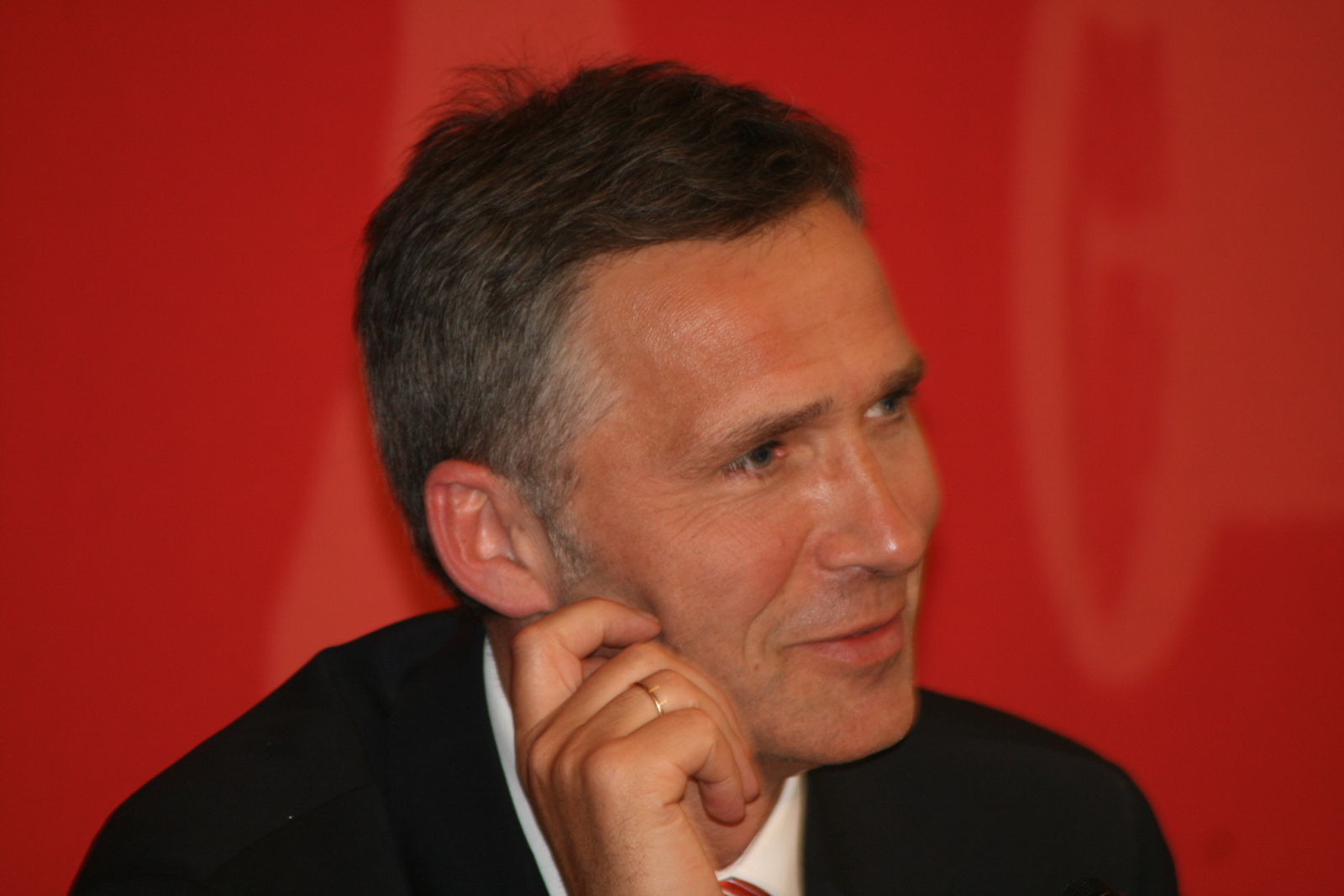
Jens Stoltenberg, Arbeiderpartiet, 2009

Vor der Wahl trat Jens Stoltenberg für eine Neuauflage seiner von den norwegischen Medien als rot-grün bezeichneten Koalition ein. Für den Fall einer Mehrheit der drei Regierungsparteien sprach vieles für eine Fortsetzung dieser Zusammenarbeit, da auch die beiden kleineren Parteien (SV, Sp) eine weitere Kooperation befürworteten.
In mehreren zentralen Sachfragen gab es zwischen den Koalitionsparteien jedoch erhebliche Differenzen. Die in Norwegen seit langem diskutierten Pläne einer Off-Shore-Erdölgewinnung nahe der Inselgruppen Lofoten und Vesterålen wurden von der Arbeiderpartiet begrüßt, vor allem von der Sosialistisk Venstreparti jedoch strikt abgelehnt. Die kleineren Parteien profilierten sich außerdem als EU-skeptisch, während die Sozialdemokraten einer Mitgliedschaft im europäischen Bündnis positiv gegenüberstanden. SV widersetzte sich daneben einem norwegischen NATO-Einsatz in Süd-Afghanistan, den die Arbeiderpartiet für wichtig erachtete.
Politische Beobachter waren daher der Meinung, dass Jens Stoltenberg besonders im Fall eines schwächeren Abschneidens seines Regierungsbündnisses das Modell einer Minderheitsregierung ohne Koalitionszusage bevorzugt hätte. Offiziell hatte sich Stoltenberg in dieser Richtung jedoch nicht geäußert.
Kompliziert hätte sich die Situation bei einer Niederlage der Koalitionsparteien dargestellt. Die vier bürgerlichen Parteien, die 2005 den Sprung in das Storting schafften, bildeten keinen homogenen Block. Die größte der Oppositionsparteien, die Fremskrittspartiet, erklärte durch ihre Vorsitzende Siv Jensen, keine Koalition unterstützen zu wollen, der sie selbst nicht angehört. Damit erteilte sie der Konstellation einer von ihr tolerierten Minderheitsregierung aus Konservativen (Høyre), Christlicher Volkspartei (Kristelig Folkeparti) und Sozialliberalen (Venstre) eine Absage. Dagegen hätte sich Siv Jensen eine Minderheitsregierung unter Führung der Fremskrittspartiet vorstellen können, falls es der Partei gelungen wäre, die stärkste Fraktion im norwegischen Parlament zu stellen.

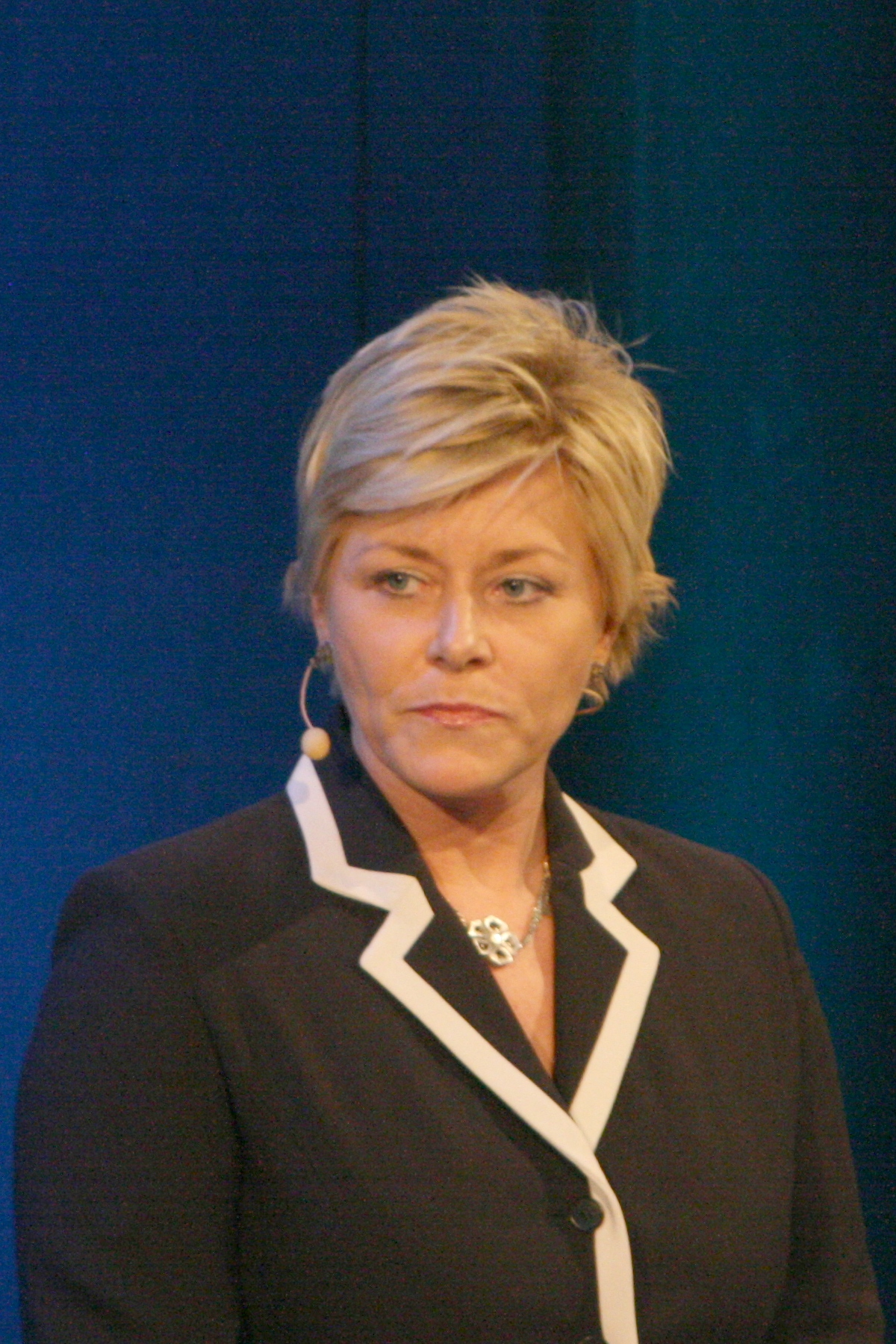
Siv Jensen, Fremskrittspartiet, 2009

Eine Option war für Jensen auch eine Regierung, an der sich alle Parteien des oppositionellen bürgerlichen Lagers beteiligten. Jedoch schloss Lars Sponheim, der Vorsitzende von Venstre, diese Möglichkeit schon im Herbst 2007 kategorisch aus. Seine Partei strebte zwar eine Koalition mit der Christlichen Volkspartei und den Konservativen an, favorisierte jedoch einen Ministerpräsidenten Stoltenberg – statt einer Regierungschefin Jensen. Auch Dagfinn Høybråten von der Kristelig Folkeparti war nicht bereit, eine formelle Koalition mit der Fremskrittspartiet einzugehen, da unter anderem deren Eintreten für eine Senkung der Entwicklungshilfe bei gleichzeitiger Abschaffung der Vermögenssteuer eine zu große Hürde darstellte.
Die Vorsitzende der konservativen Partei Høyre, Erna Solberg, sah ihre Partei als Brückenglied des bürgerlichen Blocks. Sie hob die Gemeinsamkeiten in der Steuer-, Wirtschafts- und Bildungspolitik hervor und munterte die übrigen Oppositionsparteien, einschließlich der Fremskrittspartiet, zu Verhandlungen mit dem Ziel auf, eine sozialistische Regierung zu verhindern.

## Kandidierende Parteien
Die sieben im Storting vertretenen Parteien kandidierten in allen 19 Fylker:
| Logo | Logo | Partei                                                    | Ausrichtung                | Spitzenkandidat     |
| ---- | ---- | --------------------------------------------------------- | -------------------------- | ------------------- |
|      |      | Arbeiderpartiet (DnA) Arbeiterpartei                      | sozialdemokratisch         | Jens Stoltenberg    |
|      |      | Fremskrittspartiet (FrP) Fortschrittspartei               | rechtspopulistisch         | Siv Jensen          |
|      |      | Høyre (H) Konservative                                    | konservativ                | Erna Solberg        |
|      |      | Sosialistisk Venstreparti (SV) Sozialistische Linkspartei | demokratisch-sozialistisch | Kristin Halvorsen   |
|      |      | Kristelig Folkeparti (KrF) Christliche Volkspartei        | christdemokratisch         | Dagfinn Høybråten   |
|      |      | Senterpartiet (Sp) Zentrumspartei                         | Bauernpartei; grün         | Liv Signe Navarsete |
|      |      | Venstre (V) Liberale                                      | liberal                    | Lars Sponheim       |

Auch vier weitere Parteien, die dem Storting nicht angehörten, kandidieren in allen Fylker:
| Logo | Logo | Partei                                               | Ausrichtung                | Spitzenkandidat(en)               |
| ---- | ---- | ---------------------------------------------------- | -------------------------- | --------------------------------- |
|      |      | Rødt (R) Rot                                         | revolutionär-sozialistisch | Torstein Dahle                    |
|      |      | Kystpartiet (Kp) Küstenpartei                        | konservativ                | Kjell Ivar Vestå                  |
|      |      | Miljøpartiet De Grønne (MDG) Umweltpartei Die Grünen | grün                       | Hanna Marcussen, Harald A. Nissen |
|      |      | Demokratene Die Demokraten                           | rechtspopulistisch         | Vidar Kleppe                      |

13 weitere Parteien kandidierten in einem oder mehreren Fylker (Anzahl der Fylker in Klammern):
- Kristent samlingsparti (Christliche Einheitspartei) – (17)
- Pensjonistpartiet (Rentnerpartei) – (12)
- Norges Kommunistiske Parti (Kommunistische Partei Norwegens) – (8)
- Det Liberale Folkeparti (Liberale Volkspartei) – (3)
- Samfunnspartiet (Gesellschaftspartei; anarchistisch) – (2)
- Abortmotstandernes Liste (Liste der Abtreibungsgegner) – (1)
- Tverrpolitisk folkevalgte (Freie Wählergruppe; EU-kritisch) – (1)
- Sentrumsalliansen (Allianz des Zentrums; regionalpolitisch/sozialdemokratisch) – (1)
- Samtidspartiet (Gegenwartspartei; pro-islamisch) – (1)
- NorgesPatriotene (Norwegische Patrioten; nationalistisch/islamkritisch) – (1)
- Norsk Republikansk Allianse (Norwegische Republikanische Allianz; antimonarchistisch) – (1)
- Ett(skrift)språk (Eine Schriftsprache; sprachpolitisch) – (1)
- Vigrid (Vigrid; neuheidnisch-rassistisch) – (1)

## Umfragen
Nach Meinungsumfragen von Instituten wie Norstat, Respons Analyse oder TNS Gallup war die Fremskrittspartiet im Zeitraum zwischen Juni und September 2008 die populärste Partei in Norwegen. Sie erreichte teilweise Spitzenwerte von 32,1 Prozent. Ab dem Herbst 2008 verwies die Arbeiderpartiet die Frp jedoch wieder auf den zweiten Platz.
Im Wahljahr prognostizierten die meisten Meinungsforschungsinstitute einen Sieg von Jens Stoltenbergs Arbeiderpartiet. Eine Umfrage im Auftrag des Norwegischen Rundfunks ermittelte am 2. September 2009 einen Stimmenanteil von 33,5 Prozent für die Sozialdemokraten. Allerdings war fraglich, ob dieses Ergebnis für einen Sieg der Koalitionsparteien ausreichen würde. Für die Sosialistisk Venstreparti wurden 7,1 Prozent errechnet, für die Senterpartiet 6,0 Prozent. Diese Stimmanteile hätten dem Regierungslager 82 Mandate eingebracht. Dem gegenüber standen 87 Mandate der bürgerlichen Oppositionsparteien. Die Fremskrittspartiet konnte der Umfrage zufolge damit rechnen, mit 25,1 Prozent der Stimmen die zweitstärkste Partei des Landes zu werden. Für Høyre wurden 13,6 Prozent vorausgesagt, für die Kristelig Folkeparti 6,6 Prozent und für Venstre 5,5 Prozent.
In den Meinungsumfragen zeichnete sich ein Kopf-an-Kopf-Rennen zwischen den beiden Lagern ab. Als unwahrscheinlich galt, dass neben den sieben im Parlament vertretenen Parteien weitere Gruppierungen in das Storting einziehen würden.
| Umfrageperiode | Regierung | Regierung | Regierung | Opposition | Opposition | Opposition | Opposition | Opposition |
| Umfrageperiode | DnA       | Sp        | SV        | H          | FrP        | KrF        | V          | Sonstige   |
| -------------- | --------- | --------- | --------- | ---------- | ---------- | ---------- | ---------- | ---------- |
| Umfrageperiode |           |           |           |            |            |            |            |            |
| August 2009    | 32,3      | 5,9       | 7,5       | 14,1       | 25,6       | 6,1        | 5,3        | 0,0        |
| Juli 2009      | 33,5      | 5,2       | 7,1       | 13,1       | 27,5       | 6,0        | 4,9        | 0,0        |
| Juni 2009      | 32,8      | 5,7       | 7,2       | 13,6       | 26,1       | 5,9        | 5,6        | 0,0        |
| Mai 2009       | 32,9      | 5,0       | 7,5       | 13,8       | 26,4       | 6,0        | 5,4        | 0,0        |
| April 2009     | 32,4      | 5,8       | 7,1       | 13,9       | 27,2       | 6,0        | 4,9        | 0,0        |
| März 2009      | 32,8      | 5,5       | 7,0       | 13,8       | 27,3       | 6,2        | 5,0        | 0,0        |
| Februar 2009   | 34,0      | 5,0       | 7,1       | 15,2       | 23,9       | 5,9        | 6,1        | 0,0        |
| Januar 2009    | 33,9      | 5,5       | 7,5       | 16,1       | 23,2       | 6,0        | 4,8        | 0,0        |
| Dezember 2008  | 30,7      | 5,7       | 7,8       | 17,4       | 23,7       | 6,3        | 5,5        | 0,4        |
| November 2008  | 31,4      | 5,5       | 7,8       | 15,9       | 24,2       | 6,6        | 5,8        | 1,4        |
| Oktober 2008   | 30,6      | 5,3       | 7,3       | 16,1       | 26,7       | 5,6        | 5,5        | 1,2        |
| September 2008 | 28,9      | 5,0       | 6,3       | 15,2       | 29,9       | 5,7        | 5,9        | 1,5        |
| Wahl 2005      | 32,7      | 6,5       | 8,8       | 14,1       | 22,0       | 6,8        | 5,9        | 3,2        |

## Wahlergebnis
Die rot-grüne Regierungskoalition verteidigte mit 86 Sitzen ihre Mehrheit, während die Bürgerlichen 83 Sitze erringen konnten. Dabei legte die Arbeiderpartiet mit 35,4 Prozent der Stimmen gegenüber 2005 leicht zu. Die Fremskrittspartiet schnitt schlechter ab als vorausgesagt, erreichte mit 22,9 Prozent aber dennoch das beste Ergebnis ihrer Geschichte. Die konservative Høyre erfuhr den größten Stimmenzuwachs von allen Parteien; mit über drei Prozentpunkten Zuwachs kam sie auf einen Wähleranteil von 17,2 Prozent. Die Sosialistisk Venstreparti verlor deutlich in der Wählergunst, sie kam auf 6,2 Prozent; hingegen konnte sich die Senterpartiet mit dem gleichen Stimmenanteil in etwa halten. Venstre rutschte unter die 4-Prozent-Grenze, und auch die Kristelig Folkeparti erreichte mit 5,5 Prozent nicht das Resultat der letzten Wahl. Die sozialistische Partei Rødt verbesserte sich auf 1,3 Prozent. Der Anteil anderer Parteien am Wahlergebnis verringerte sich mit 1,3 Prozent. Damit zählten vor allem die kleinen Parteien zu den Verlierern der Parlamentswahl, während die großen Parteien, allen voran Høyre mit sieben zusätzlichen Mandaten, am stärksten profitierten.

Die Wahlbeteiligung lag bei 76,4 Prozent.

Mandatsverteilung nach den Wahlen zum Storting 2009:
Sosialistisk Venstreparti
Arbeiderpartiet
Senterpartiet
Kristelig Folkeparti
Venstre
Høyre
Fremskrittspartiet

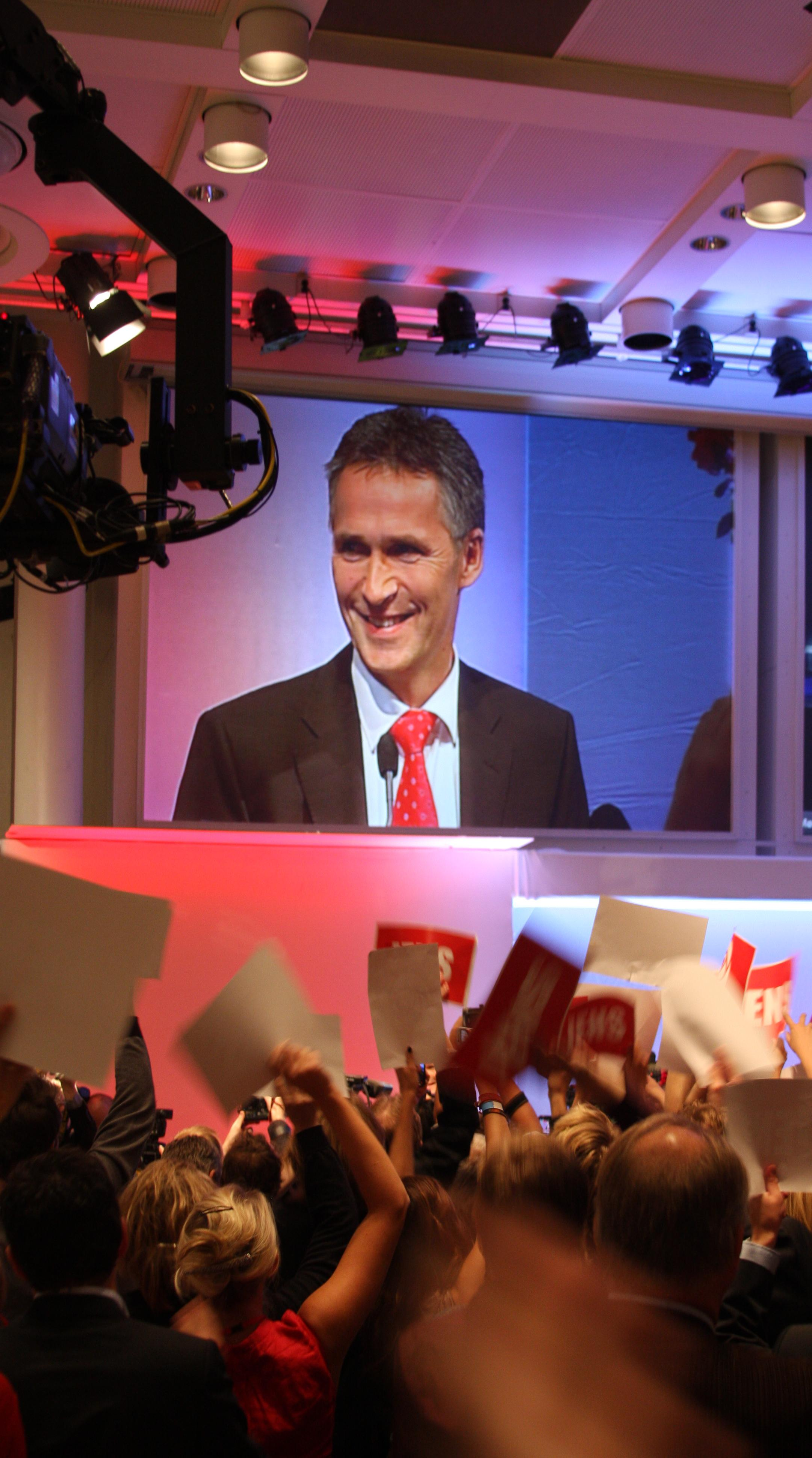
Ministerpräsident Jens Stoltenberg nimmt am Abend des 14. September 2009 die Glückwünsche seiner Partei entgegen

| Partei            | Partei                           | Stimmen   | Stimmen | Stimmen | Sitze  | Sitze |
| Partei            | Partei                           | Anzahl    | %       | +/−     | Anzahl | +/−   |
| ----------------- | -------------------------------- | --------- | ------- | ------- | ------ | ----- |
|                   | Arbeiderpartiet (DnA)            | 949.049   | 35,4    | +2,8    | 64     | +3    |
|                   | Fremskrittspartiet (FrP)         | 614.717   | 22,9    | +0,8    | 41     | +3    |
|                   | Høyre (H)                        | 462.458   | 17,2    | +3,2    | 30     | +7    |
|                   | Sosialistisk Venstreparti (SV)   | 166.361   | 6,2     | −2,6    | 11     | −4    |
|                   | Senterpartiet (Sp)               | 165.006   | 6,2     | −0,3    | 11     | —     |
|                   | Kristelig Folkeparti (KrF)       | 148.748   | 5,5     | −1,1    | 10     | −1    |
|                   | Venstre (V)                      | 104.144   | 3,9     | −2,0    | 2      | −8    |
|                   | Rødt (R)                         | 36.219    | 1,3     | +0,1    | —      | —     |
|                   | Pensjonistpartiet (Pp)           | 11.900    | 0,4     | —       | —      | —     |
|                   | Miljøpartiet De Grønne (MDG)     | 9.286     | 0,3     | +0,2    | —      | —     |
|                   | Kystpartiet (Kp)                 | 5.341     | 0,2     | −0,6    | —      | —     |
|                   | Kristent Samlingsparti (KSp)     | 4.936     | 0,2     | —       | —      | —     |
|                   | Demokratene                      | 2.285     | 0,1     | —       | —      | —     |
|                   | Norges Kommunistiske Parti (NKP) | 697       | 0,0     | —       | —      | —     |
|                   | Det Liberale Folkeparti (DLF)    | 350       | 0,0     | —       | —      | —     |
|                   | Samtidspartiet                   | 264       | 0,0     | —       | —      | —     |
|                   | Sentrumsalliansen                | 241       | 0,0     | —       | —      | —     |
|                   | NorgesPatriotene (NP)            | 183       | 0,0     | —       | —      | —     |
|                   | Vigrid                           | 179       | 0,0     | —       | —      | —     |
|                   | Abortmotstandernes Liste         | 178       | 0,0     | —       | —      | —     |
|                   | Samfunnspartiet                  | 140       | 0,0     | —       | —      | —     |
|                   | Ett (skrift)språk                | 103       | 0,0     | —       | —      | —     |
|                   | Tverrpolitisk Folkevalgte (TvF)  | 64        | 0,0     | —       | —      | —     |
|                   | Norsk Republikansk Allianse      | 54        | 0,0     | —       | —      | —     |
| Gesamt            | Gesamt                           | 2.682.903 | 100,0   |         | 169    |       |
| Gültige Stimmen   | Gültige Stimmen                  | 2.682.903 | 99,5    |         |        |       |
| Ungültige Stimmen | Ungültige Stimmen                | 13.565    | 0,5     |         |        |       |
| Wahlbeteiligung   | Wahlbeteiligung                  | 2.696.468 | 76,4    |         |        |       |
| Wahlberechtigte   | Wahlberechtigte                  | 3.530.785 | 100,0   |         |        |       |
| Quelle:           |                                  |           |         |         |        |       |

## Reaktionen
Jens Stoltenberg gab bekannt, dass er die Koalition fortsetzen und die Besetzung der Schlüsselressorts beibehalten wolle.
Der Vorsitzende von Venstre, Lars Sponheim, kündigte zum nächsten Parteitag im Frühjahr 2010 seinen Rücktritt an.